# Колычёвы
Колычевы (Колычёвы, Колычо́вы) — древний дворянский род, из московских бояр род из числа потомков Андрея Кобылы — через его внука Фёдора Колыча, сына Александра Ёлки.
Род внесён в Бархатную книгу. При подаче документов (февраль 1686) для внесения рода в Бархатную книгу, было предоставлено три родословные росписи Колычевых.
В Боярских книгах записаны: Немятовы-Колычовы, Аслановы-Колычовы, Меньшие-Колычовы, Хлызневы-Колычевы, Лошаковы-Колычевы.

## Происхождение и история рода
В «Бархатной книге» отражено легендарное происхождение рода от Фёдора Александровича Колыча, внука Андрея Кобылы, «вышедшего из прус» к Александру Невскому. С. Б. Веселовский считал, что Андрей Кобыла был реальной личностью, но жил почти 100 лет спустя после Александра Невского, в середине XIV века. К этому мнению присоединяется и А. А. Зимин, полагающий, что Колычёвы происходят от Фёдора Колыча, сына Александра Ёлки, внука Андрея Кобылы. В этой родословной упомянут и ряд тюркских имен — прозвищ: Стербей Григорий — брат Фёдора Колыча, Аслан и Батуй — сыновья Фёдора Колыча, да и сама фамилия Колычёвых, как считает Н. А. Баскаков, имеет тюркское происхождение: Колча — «колченогий», Кылыч — «сабля». При этом тюркские прозвища не обязательно подразумевают тюркского происхождения их носителей.
В Суздале, в бою с татарами, погиб Андрей Фёдорович († 1445), под Казанью погиб Никита Семёнович (1552), их имена записаны в синодике Московского Успенского Кремлёвского собора на вечное поминовение.
Наиболее известный его представитель — московский митрополит Филипп II (Колычев), убитый († 1570) Малютой Скуратовым и причисленный к лику святых.
Единственным продолжателем рода стал Василий Григорьевич Лошак (дядя митрополита Филиппа), у которого были сыновья Григорий и Иван. Его потомки в дальнейшем носят фамилии «Лошаковы-Колычевы». Впоследствии (согласно Бархатной книге) потомок Василия Лошака Никита Немятый образовал ещё одну ветвь рода — Немятых-Колычевых.
По опричнине казнены: Иван Борисович, Василий и Михаил (1568), по делу Старицких — Третьяк и Андрей (1569), боярин Василий И. Умной-Колычов (1575).
Род активно местничал с другими родами: боярин В. И. Умной-Колычев местничал с Очиным-Плещеевым (1569), он же местничал с окольничим Д. И. Годуновым.
Род Колычевых занимал видное место среди опричников Ивана Грозного: Василий Жданович, Игнатий и Иван Фёдоровичи, Алексей Никитич, Венедикт Борисович, Григорий Григорьевич, Михаил Васильевич, Осип Иванович, Лошаков-Колычев Матвей Третьякович, Колычев-Умный Василий Иванович (1573).
Потомство опричника Матвея Третьяковича, дворяне Лошаковы, стали именоваться просто Колычевыми.
Колычевы Рудак и Иван Умной окольничие Ивана Грозного, Алексей Дмитриевич окольничий (1658).

## Боде-Колычевы
Последняя представительница рода по женской линии Наталья Фёдоровна (1790—1860), в 1815 году вышла замуж за барона Льва Карловича Боде. За смертью последнего представителя рода Колычевых гофмейстеру барону М. Л. Боде дозволено принять фамилию и герб Колычевых и именоваться бароном Боде-Колычевым (1876).
Он же опубликовал наиболее подробное описание истории рода.

## Родовой герб
Сочинённые С. А. Колычевым гербы различных потомков Кобылы — Колычевых, Яковлевых, Шереметевых — почти идентичны, так как производны от герба Гданьска.
Посередине золотого щита в красном поле, окружённом лавровым венцом, изображена золотая корона, то есть герб древних владетелей Прусских, и под ней два серебряных креста, означенные перпендикулярно. В нижней части на золотом щите видна шапка, служившая в древние времена отличием для бояр, в которых чинах фамилии Колычёвых многие находились, а внизу шапки копьё и меч, положенные крестообразно на серебряном полумесяце, рогами обращённом вверх. Щит увенчан обыкновенным дворянским шлемом с дворянской короной на нём, на поверхности которой между двух серебряных звезд кумиропоклонный дуб. Щит держат два льва, имеющие золотые лбы, а во рту лавровую и масличную ветви, из коих у стоящего с правой стороны находится в лапах скипетр, а с левой стороны — держава в память того, что предки фамилии Колычёвых были в Пруссии владетелями. Намёт на щите золотой, подложен красным. Под щитом надпись: лат. DEUS HONOR ET GLORIA («Бог, честь и слава»).
Герб Колычёвых внесен в Общий гербовник дворянских родов Российской империи, часть 2, 1-е отд., стр. 27. Герб Яковлевых внесен в Общий гербовник дворянских родов Российской империи, часть 2, 1-е отд., стр. 28.

## Известные представители
Колычёвы принадлежали к верхушке московской аристократии времён Ивана Великого (конец XV века). Иван Андреевич Лобан — посол в Крым (1492), в XVI веке — бояре, особенно активно участвовавшие в завоевании Казани и Поволжья, крупные землевладельцы Подмосковья, позднее — государственные деятели:
- Василий Фёдорович Колычёв — воевода при Иване Грозном
- Григорий Андреевич Колычов Меньшой — воевода при Василии III
- Иван Андреевич Лобан — наместник в Новгороде (1499—1502).
- Иван Андреевич Чёрный — воевода при Василии III.
- Иван Семёнович Пупок — воевода при Василии III
- Иван Васильевич Лошаков — одержал победу над литовцами под Коломной (1517).
- Колычов Иван — воевода в Белой (1609).
- Колычов Андрей Семёнович — воевода в Костроме (1612 и 1614—1615).
- Колычов Никифор Алферьевич — воевода в Устюжне-Железопольской (1623), Суздале (1626—1627).
- Колычов Иван Иванович Меньшой — воевода в Верее (1625—1626).
- Колычевы: Матвей Васильевич, Павел Михайлович, Юрий Никифорович, Яков Никитич — стольники патриарха Филарета (1627—1629).
- Колычов Фёдор Иванович (Немятов) — стольник (1627—1629).
- Колычов Василий Полуехтович — стольник (1627—1640), дворянин московский (1658—1668), походный московский дворянин царицы Натальи Кирилловны (1676—1677).
- Колычов Никита Борисович — воевода в Василе (1636—1637).
- Колычов Ждан Юрьевич — стольник (1627—1629), воевода в Орле (1638—1640), московский дворянин (1640).
- Колычов Иван Дмитриевич — стольник, воевода в Костроме (1639—1640).
- Колычов Семён Иванович — стольник царицы Евдокии Лукьяновны (1640—1658), стольник (1659—1686).
- Колычов Алексей Дмитриевич — воевода в Брянске (1641).
- Колычов Михаил Дмитриевич — воевода в Рыльске (1642—1643).
- Колычов Василий Иванович — воевода Мосальске (1645—1647), Соль-Вычегорске (1654).
- Колычов Иван Иванович — московский дворянин (1658), стольник (1658), комнатный стольник царя Петра Алексеевича (1676—1692), стольник царицы Прасковьи Фёдоровны (1692).
- Колычов Михаил Семёнович — стольник (1671), стольник царицы Натальи Кирилловны (1676—1680), стольник (1681—1692).
- Колычов Яков Никитич — воевода в Торопце (1672—1675), в Брянске (1677—1678).
- Колычов Андрей Иванович — воевода в Терках (1675).
- Колычов Андрей Михайлович — стольник царицы Натальи Кирилловны (1676—1671), стольник (1692).
- Колычов Иван Яковлевич Большой — стольник, воевода в Брянске (1677—1678).
- Колычов Иван Михайлович — стольник, воевода в Вологде (1680)[13]
- Колычов Богдан Семёнович — стольник царицы Прасковьи Фёдоровны (1686—1687), стольник (1688—1692).
- Колычов Фёдор Александрович — стольник царицы Прасковьи Фёдоровны (1686—1692).
- Колычов Семён Иванович — стольник в 1687 г., комнатный стольник (1692).
- Колычов Василий Иванович — стольник царицы Прасковьи Фёдоровны (1692).
- Колычевы: Андрей Иванович, Иваны Меньшой и Большой, Алексей и Афанасий Яковлевичи, Василий и Данила Ивановичи, Иван Дмитриевич, Степан и Иван Михайловичи, Иван Юрьевич, Михаил Алексеевич, Петр Васильевич — стольники (1658—1692).
- Колычевы: Семён, Кузьма, Константин (убит под Конотопом 1659) и Василий Ивановичи, Иваны Ивановичи Большой и Меньшой, Иван Полуектович, Михаил Дмитриевич, Дмитрий и Никита Андреевичи, Никита Борисович, Никифор Алферьевич, Степан Михайлович — московские дворяне (1629—1692)[9].
- Степан Андреевич (ум. 1735) — стольник и первый герольдмейстер, составил записку о выезде Андрея Кобылы на Русь (1722).
- Степан Алексеевич (1746—1805) — посланник в Вене и Париже.

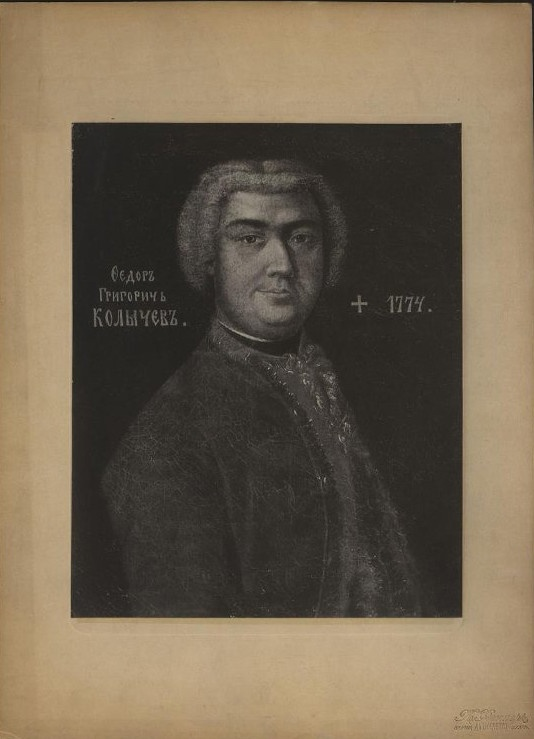
Степан Степанович (1756—1810) — камергер, гофмаршал.  - Федор Григорьевич Колычев (1690-1772/1774)
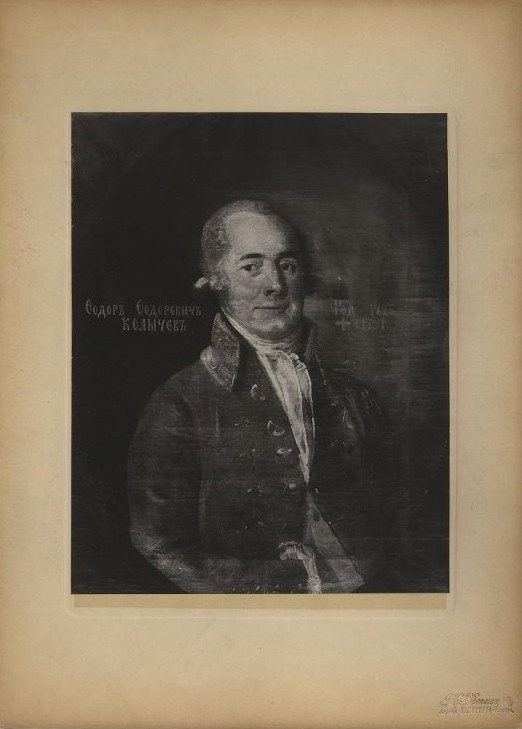
Федор Федорович Колычев (1745 -1791), сын Федора Григорьевича Колычева (1690-1772) и Марии Ивановны, урожд. Усовой (1770-1785)
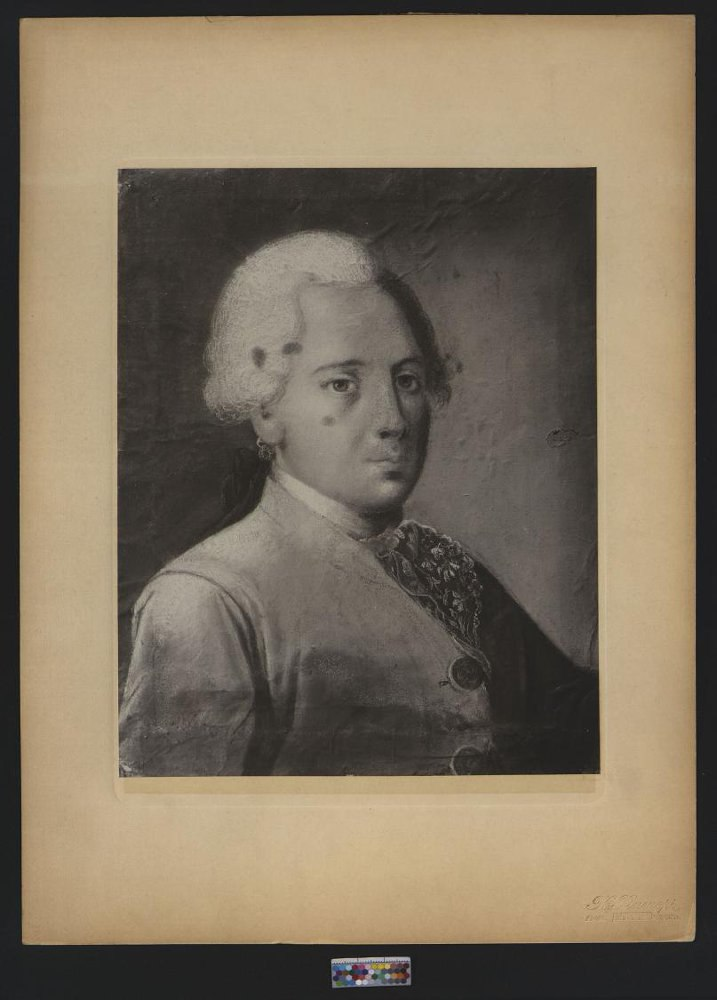
Колычев Николай Фёдорович (1742-1801)
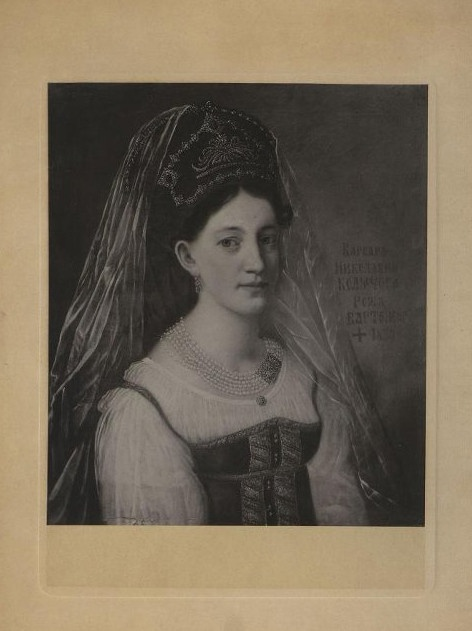
Анастасия Петровна Колычева (в роде Колычевых названа Варварой Николаевной Бартеневой (1798 -1830), жена Петра Николаевича Колычева
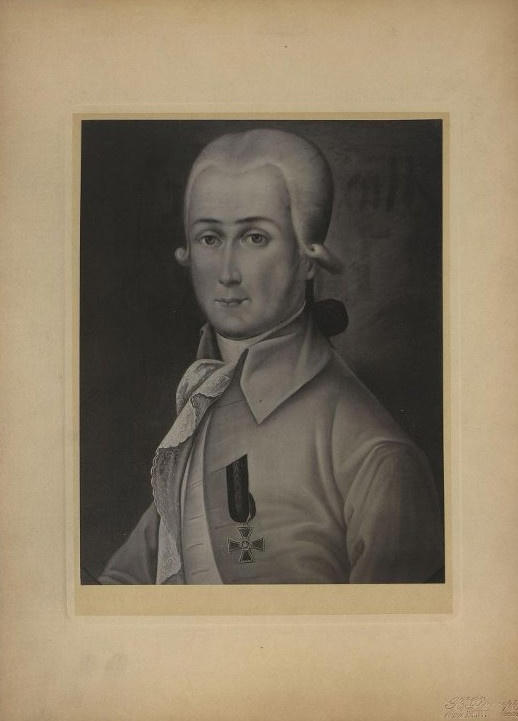
Михаил Петрович Колычев (1755 -1795)
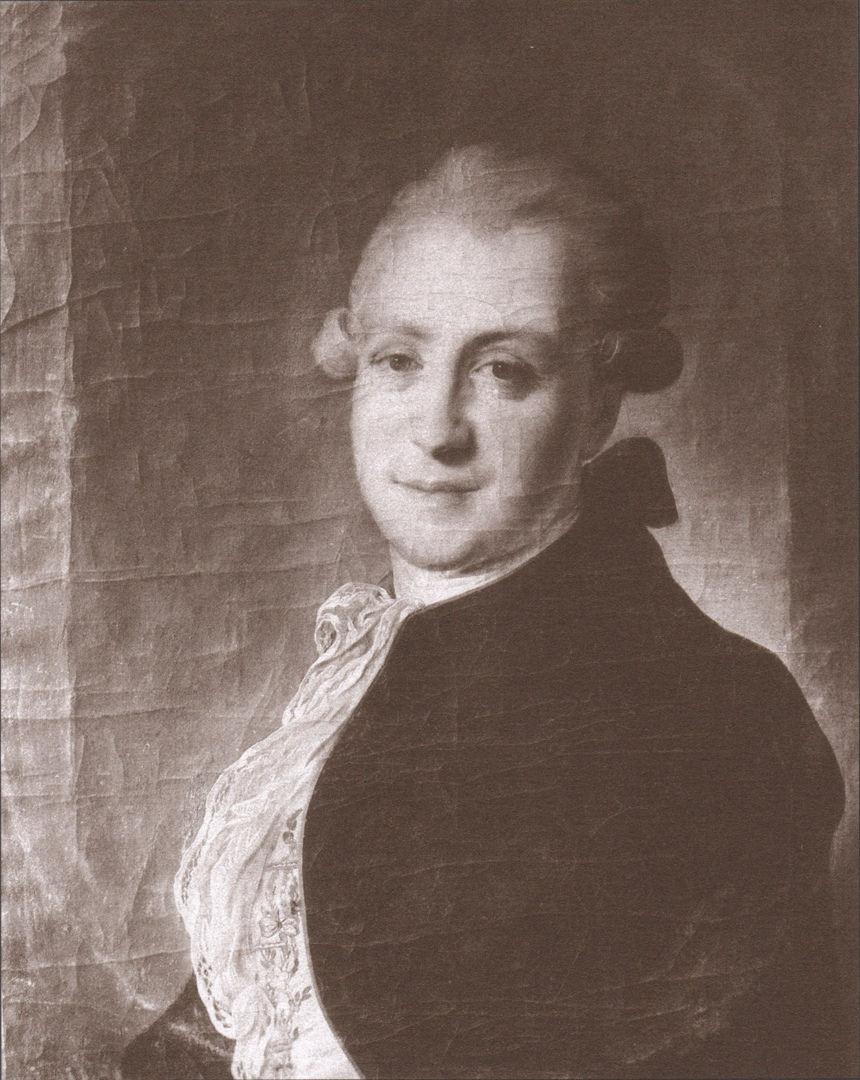
Пётр Петрович Колычев (1747 - 1782)
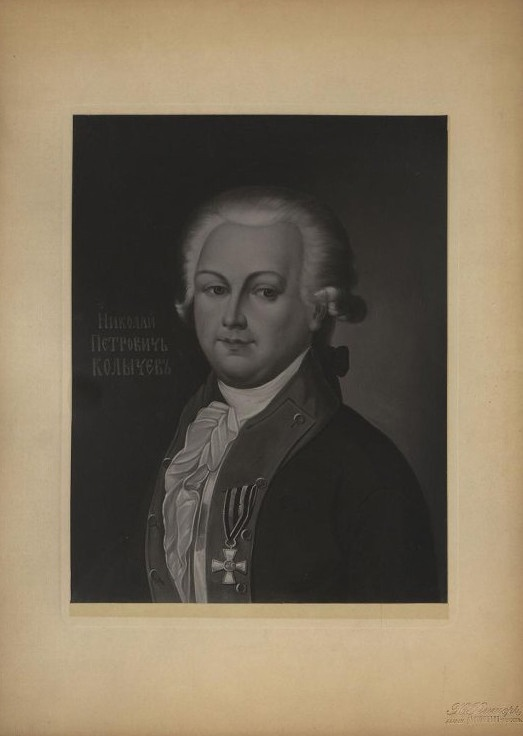
Николай Петрович Колычев (1743-1791)
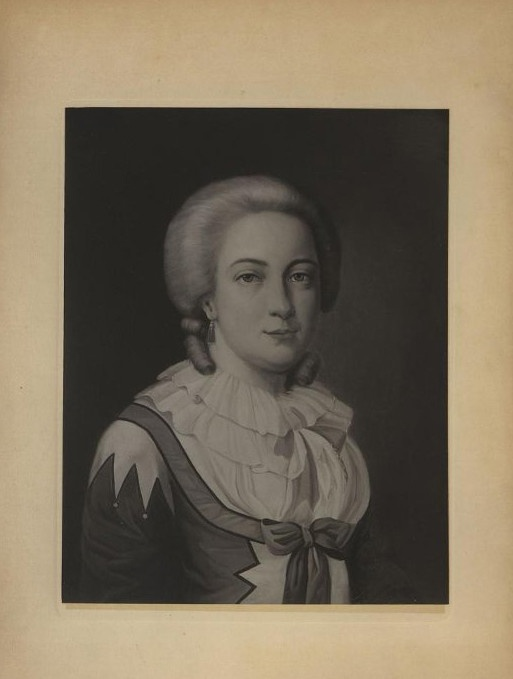
Прасковья Александровна Бартенева (1747- 1815), жена Николая Петровича Колычева (1743-1791)
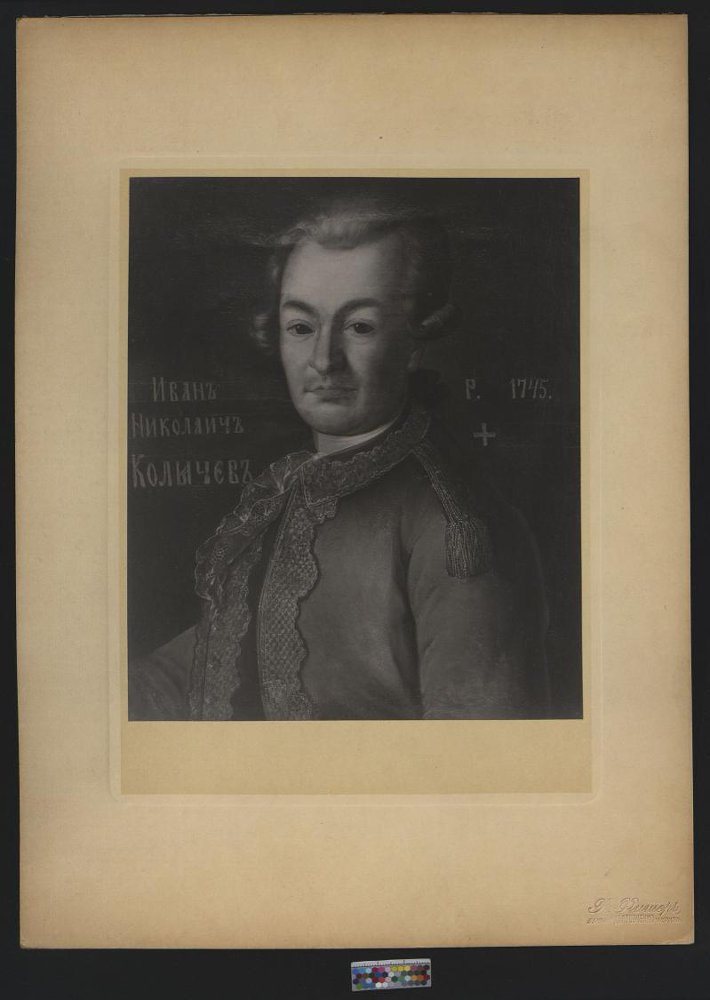
Иван Николаевич Колычев (1745-1787)
  - Федор Федорович Колычев (1745 -1791), сын Федора Григорьевича Колычева (1690-1772) и Марии Ивановны, урожд. Усовой (1770-1785)
  - Колычев Николай Фёдорович (1742-1801)
  - Анастасия Петровна Колычева (в роде Колычевых названа Варварой Николаевной Бартеневой (1798 -1830), жена Петра Николаевича Колычева
  - Михаил Петрович Колычев (1755 -1795)
  - Пётр Петрович Колычев (1747 - 1782)
  - Николай Петрович Колычев (1743-1791)
  - Прасковья Александровна Бартенева (1747- 1815), жена Николая Петровича Колычева (1743-1791)
  - Иван Николаевич Колычев (1745-1787)

## В культуре
- В фильме Павла Лунгина «Царь» (2009), посвящённом противостоянию Ивана Грозного и епископа Русской православной церкви митрополита Филиппа II (Фёдора Колычева), в роли святителя Филиппа (последняя роль актёра) снялся Олег Янковский.
- В фильме «Дуэлянт» (2016) по художественному замыслу, главный герой (Пётр Фёдоров) — «последний представитель древнего дворянского рода» Колычевых, вынужденный выдавать себя за представителя дворянского рода Яковлевых, пытаясь восстановить свой утерянный титул.
- В фильме «Рождённая революцией»